# Dolenja vas (Ribnica)
Dolenja vas is een plaats in Slovenië en maakt deel uit van de gemeente Ribnica in de NUTS-3-regio Jugovzhodna Slovenija. De plaats telde 722 inwoners op 1 januari 2020.